# Liste der Deutschen Meister im 50-Meter-Brustschwimmen
Die Deutschen Meister im 50-Meter-Brustschwimmen werden innerhalb der Deutschen Schwimmmeisterschaften ermittelt. 2020 wurden wegen der Corona-Pandemie keine Deutschen Meisterschaften ausgetragen.

## Gesamtdeutsche Meister (DSV)
| Jahr | Ort    | Frauen                                 | Zeit [s] | Männer                                   | Zeit [s] |
| ---- | ------ | -------------------------------------- | -------- | ---------------------------------------- | -------- |
| 2019 | Berlin | Anna Elendt (DSW 1912 Darmstadt)       | 30,93    | Melvin Imoudu (Potsdamer SV)             | 27,52    |
| 2018 | Berlin | Anna Elendt (DSW 1912 Darmstadt)       | 31,47    | Melvin Imoudu (Potsdamer SV)             | 27,39    |
| 2017 | Berlin | Jessica Steiger (VfL Gladbeck 1921)    | 31,29    | Chirstian von Lehn (SG Bayer)            | 27,77    |
| 2016 | Berlin | Laura Simon (SG EWR Rheinhessen-Mainz) | 31,73    | Fabian Schwingenschlögl (1. FC Nürnberg) | 27,37    |
| 2015 | Berlin | Laura Simon (SG EWR Rheinhessen-Mainz) | 31,43    | Hendrik Feldwehr (SG Essen)              | 27,35    |
| 2014 | Berlin | Dorothea Brandt (SG Essen)             | 30,90    | Hendrik Feldwehr (SG Essen)              | 27,49    |
| 2013 | Berlin | Dorothea Brandt (SG Essen)             | 31,29    | Hendrik Feldwehr (SG Essen)              | 27,47    |